# Diocesi di San Juan Bautista de las Misiones
La diocesi di San Juan Bautista de las Misiones (in latino Dioecesis Sancti Ioannis Baptistae a Missionibus) è una sede della Chiesa cattolica in Paraguay suffraganea dell'arcidiocesi di Asunción. Nel 2023 contava 216.580 battezzati su 222.160 abitanti. È retta dal vescovo Osmar López Benítez.

## Territorio
La diocesi comprende i dipartimenti paraguaiani di Misiones e di Ñeembucú.
Sede vescovile è la città di San Juan Bautista de las Misiones, dove si trova la cattedrale dedicata a San Giovanni Battista. A Pilar sorge la basilica minore di Nostra Signora del Pilar.
Il territorio si estende su 21.703 km² ed è suddiviso in 31 parrocchie.

## Storia
La diocesi è stata eretta il 19 gennaio 1957 con la bolla Qui mandatum accepimus di papa Pio XII, ricavandone il territorio dall'arcidiocesi di Asunción e dalla diocesi di Villarrica (oggi diocesi di Villarrica del Espíritu Santo).

## Cronotassi dei vescovi
Si omettono i periodi di sede vacante non superiori ai 2 anni o non storicamente accertati.
- Ramón Pastor Bogarín Argaña † (19 gennaio 1957 - 3 settembre 1976 deceduto)
- Carlos Milcíades Villalba Aquino † (25 luglio 1978 - 22 luglio 1999 ritirato)
- Mario Melanio Medina Salinas (22 luglio 1999 succeduto - 16 febbraio 2017 ritirato)
- Pedro Collar Noguera (16 febbraio 2017 - 19 dicembre 2023 nominato vescovo di Ciudad del Este)
- Osmar López Benítez, dal 5 aprile 2025

## Statistiche
La diocesi nel 2023 su una popolazione di 222.160 persone contava 216.580 battezzati, corrispondenti al 97,5% del totale.
| anno | popolazione | popolazione | popolazione | presbiteri | presbiteri | presbiteri | presbiteri                | diaconi | religiosi | religiosi | parrocchie |
| anno | battezzati  | totale      | %           | numero     | secolari   | regolari   | battezzati per presbitero | diaconi | uomini    | donne     | parrocchie |
| ---- | ----------- | ----------- | ----------- | ---------- | ---------- | ---------- | ------------------------- | ------- | --------- | --------- | ---------- |
| 1965 | 117.852     | 118.075     | 99,8        | 24         | 10         | 14         | 4.910                     |         | 18        | 15        | 26         |
| 1970 | 121.015     | 121.357     | 99,7        | 29         | 11         | 18         | 4.172                     | 11      | 24        | 13        | 26         |
| 1976 | 147.819     | 152.389     | 97,0        | 27         | 12         | 15         | 5.474                     |         | 20        | 16        | 27         |
| 1980 | 151.900     | 157.400     | 96,5        | 29         | 12         | 17         | 5.237                     |         | 24        | 25        | 28         |
| 1990 | 196.000     | 200.700     | 97,7        | 24         | 10         | 14         | 8.166                     |         | 19        | 52        | 29         |
| 1999 | 177.000     | 180.000     | 98,3        | 29         | 10         | 19         | 6.103                     |         | 21        | 57        | 30         |
| 2000 | 186.090     | 189.300     | 98,3        | 30         | 12         | 18         | 6.203                     |         | 23        | 45        | 29         |
| 2001 | 192.000     | 197.500     | 97,2        | 33         | 14         | 19         | 5.818                     |         | 25        | 51        | 29         |
| 2002 | 195.300     | 200.300     | 97,5        | 33         | 15         | 18         | 5.918                     |         | 23        | 62        | 29         |
| 2003 | 197.000     | 200.300     | 98,4        | 31         | 15         | 16         | 6.354                     |         | 22        | 60        | 29         |
| 2004 | 198.000     | 201.000     | 98,5        | 28         | 15         | 13         | 7.071                     |         | 18        | 54        | 29         |
| 2010 | 214.000     | 218.000     | 98,2        | 26         | 16         | 10         | 8.230                     | 2       | 12        | 60        | 30         |
| 2014 | 227.000     | 231.000     | 98,3        | 35         | 19         | 16         | 6.485                     | 2       | 18        | 45        | 30         |
| 2017 | 238.540     | 242.400     | 98,4        | 34         | 18         | 16         | 7.015                     | 2       | 19        | 42        | 30         |
| 2020 | 216.300     | 216.311     | 100,0       | 33         | 17         | 16         | 6.554                     | 2       | 18        | 41        | 31         |
| 2022 | 213.801     | 219.151     | 97,6        | 30         | 15         | 15         | 7.126                     | 2       | 18        | 37        | 31         |
| 2023 | 216.580     | 222.160     | 97,5        | 30         | 15         | 15         | 7.219                     | 2       | 17        | 31        | 31         |